# تشارلز ريد (ضابط)
تشارلز ريد (بالإنجليزية: Charles Read)‏ هو ضابط أمريكي، ولد في 12 مايو 1840 في مسيسيبي في الولايات المتحدة، وتوفي في 25 يناير 1890 في ميريديان في الولايات المتحدة.